# Marasmarcha bengtssoni
Marasmarcha bengtssoni is een vlinder uit de familie van de vedermotten (Pterophoridae). De wetenschappelijke naam van de soort is voor het eerst geldig gepubliceerd als Hellinsia bengtssoni in 2009 door Cees Gielis. De combinatie in Marasmarcha werd in 2014 gemaakt door Kovtunovich, Ustjuzhanin & Murphy.

## Type
- holotype: "male. 16.XII.1931. leg. J. Romieux. genitalia preparation Gielis no. 5854. MHNG ENTO 00005491"
- instituut: MHNG, Geneve, Zwitserland
- typelocatie: "DRC, Ht Katanga, Sakania"